# Ељфета Весели
Ељфета Весели (алб. Elfeta Veseli; Урошевац, 1960) јесте Албанка која се борила у јединицама Насера Орића у околини Сребренице.
Ељфета Весели је до почетка рата живјела са оцем по занимању шумаром Рахманом Весели у Доњој Каменици у околини Власенице и Сребренице.
У медијима и изворима Документационог центра за истраживање ратних злочина Републике Српске је помињана као одговорна за мучење и убиство дјечака Слободана Стојановића у Доњој Каменици.
У мају 2019. године Суд Босне и Херцеговине осудио ју је на 13 година затвора због убиства дјечака Слободана Стојановића.